# Europäische Finanzmarktverordnung
Die Europäische Finanzmarktverordnung (englisch Markets in Financial Instruments Regulation, MiFIR) ist eine Verordnung der Europäischen Union zur Regulierung der Handelssysteme am Finanzmarkt. Die 2018 in Kraft getretene Verordnung soll die Transparenz beim Handel mit Finanzinstrumenten erhöhen und damit das Risiko für zukünftige Finanzkrisen verringern.

## Hintergrund
In ihrer Präambel zur Verordnung verweisen das Europäische Parlament und der Rat der Europäischen Union auf folgenden Hintergrund:

„Die Finanzkrise hat Transparenzdefizite der Finanzmärkte zutage treten lassen, die schädliche sozioökonomische Auswirkungen haben können. Die Erhöhung der Transparenz ist eines der gemeinsamen Prinzipien bei der Stärkung des Finanzsystems […]. Zur Verbesserung der Transparenz und der Funktionsweise des Binnenmarkts für Finanzinstrumente sollte ein neuer Rahmen geschaffen werden, der einheitliche Anforderungen an die Transparenz von Geschäften auf den Märkten für Finanzinstrumente festlegt. Dieser Rahmen sollte umfassende Vorschriften für ein breites Spektrum von Finanzinstrumenten vorgeben. Er sollte die in der Richtlinie 2004/39/EG des Europäischen Parlaments und des Rates festgelegten Anforderungen an die Transparenz von Aufträgen und Geschäften im Aktienbereich ergänzen.“

## Inkrafttreten
Zu diesem Zweck wurde am 2. Juli 2014 die Europäischen Finanzmarktverordnung erlassen. Ursprünglich war ein Inkrafttreten zum 3. Januar 2017 geplant, diese Frist wurde um ein Jahr verlängert, so dass die Verordnung nun am 3. Januar 2018 in Kraft getreten ist.

## Inhalt
Durch diese Verordnung sollen unter anderem folgende Punkte geregelt werden:
- Es sollten Begriffsbestimmungen für den geregelten Markt und das multilaterale Handelssystem (MTF) klargestellt werden und eng aneinander angelehnt bleiben, um der Tatsache Rechnung zu tragen, dass beide effektiv die Funktion des organisierten Handels erfüllen.
- Um auf den Finanzmärkten der Union für mehr Transparenz und Effizienz in Bezug auf gleiche Wettbewerbsbedingungen für die verschiedenen multilateralen Handelsplätze zu sorgen, ist es erforderlich, eine neue Kategorie von Handelsplätzen, nämlich das organisierte Handelssystem (organised trading facility, OTF), für Schuldverschreibungen, strukturierte Finanzprodukte, Emissionszertifikate und Derivate einzuführen und sicherzustellen, dass es angemessenen reguliert wird und dass diskriminierungsfreie Regeln für den Zugang zu diesem System gelten.
- Der gesamte organisierte Handel sollte an regulierten Handelsplätzen stattfinden und sowohl in der Vorhandels- als auch in der Nachhandelsphase vollkommen transparent sein. Daher müssen in geeigneter Weise austarierte Transparenzanforderungen für alle Arten von Handelsplätzen und für alle dort gehandelten Finanzinstrumente gelten.
- Um sicherzustellen, dass mehr Handelsbewegungen an regulierten Handelsplätzen und über systematische Internalisierer stattfinden, sollte mit dieser Verordnung für Wertpapierfirmen eine Handelspflicht für Aktien eingeführt werden, die zum Handel an einem geregelten Markt zugelassen sind oder an einem Handelsplatz gehandelt werden. Dadurch werden Wertpapierfirmen verpflichtet, sämtliche Handelsgeschäfte, sowohl die für eigene Rechnung und als auch die in Ausführung von Kundenaufträgen getätigten, über einen geregelten Markt, ein MTF, einen systematischen Internalisierer oder einen gleichwertigen Drittlandhandelsplatz abzuwickeln (Börsenäquivalenz).
- Da der Handel mit Aktienzertifikaten, börsengehandelten Fonds (ETFs), Zertifikaten und vergleichbaren – nicht zum Handel an einem geregelten Markt zugelassenen – Finanzinstrumenten weitgehend auf dieselbe Weise stattfindet und einem nahezu identischen wirtschaftlichen Zweck wie der Handel mit Aktien dient, die zum Handel an einem geregelten Markt zugelassen sind, sollte der Geltungsbereich der Transparenzvorschriften, die auf zum Handel an geregelten Märkten zugelassene Aktien anwendbar sind, auch auf die genannten Finanzinstrumente ausgeweitet werden.
- Die Finanzkrise hat bestimmte Schwachstellen in der Art und Weise offenbart, wie Informationen über Handelsmöglichkeiten mit und Kurse von anderen Finanzinstrumenten als Aktien für Marktteilnehmer verfügbar gemacht werden, weshalb Vorhandels- und Nachhandelstransparenzanforderungen eingeführt werden sollen.

Im Ergebnis sollen Marktdaten für die Nutzer leicht zugänglich sein, und zwar in möglichst stark disaggregierter Form, damit Anleger und Datendienstleister auf weitgehend maßgeschneiderte Datenlösungen zurückgreifen können. Daher sollten Vorhandels- und Nachhandelstransparenzdaten in „ungebündelter“ Form veröffentlicht werden, so dass für die Marktteilnehmer die durch den Erwerb von Daten entstehenden Kosten reduziert werden.

## Bedeutung für Unternehmen
Durch diese Verordnung sind Finanzinstitute verpflichtet, auch alle Geschäfte, die sie im Auftrag von Dritten tätigen, der nationalen Aufsichtsbehörde mitzuteilen. Da dabei auch der LEI-Code des Auftraggebers anzugeben ist, sofern es sich bei ihm um eine juristische Person handelt, sind dadurch auf einen Schlag alle entsprechenden Organisationen verpflichtet, einen LEI-Code bei einer der nationalen Registrierungsstellen zu beantragen.
Damit sind alle im Handelsregister eingetragenen Unternehmen nun verpflichtet, einen LEI-Code zu beantragen, sofern sie ein Depot bei einem Finanzinstitut unterhalten und weiterhin Finanzinstrumente nutzen wollen – auch wenn es dabei nur um das vorübergehende Parken freier Finanzmittel in Geldmarktfonds geht.